# Еркулану Альваренга
Геркулану Маркуш Феррас де Альваренга (порт. Herculano Marcos Ferraz de Alvarenga; нар. 7 листопада 1947) — бразильський орнітолог, палеонтолог та лікар, засновник природничого музею Таубате.

## Біографія
Еркулано Альваренга народився в 1947 році в Таубате, Сан-Паулу, Бразилія. У підлітковому віці він почав спостерігати за птахами й збирати колекцію. У віці 15 році переїхав до Сан-Паулу, щоб вивчити таксидермію.
Згодом вивчав медицину, спеціалізуючись на ортопедії. У 1975 році повернувся в Таубате і став професором медичного факультету місцевого університету. У 1977 році знайшов свою першу скам'янілість, яку описав у 1982 році під назвою Paraphysornis brasiliensis.
З часом Альваренга став провідним палеорнітологом Бразилії, описавши різні викопні види, включаючи таксони з палеоцену (Diogenornis і Paleopsilopterus), олігоцену / міоцену (Paraphysornis і Hoazinavis) та плейстоцену (Pleistovultur і Wingegyps).